# Puffinus subalaris
Puffinus subalaris là một loài chim trong họ Procellariidae.